# Happy Birthday to You
«Happy Birthday to You» — пісня, що виконується в день народження. Пісня перекладена багатьма мовами, але часто виконується англійською мовою навіть у тих країнах, де англійська не є основною мовою.
Відповідно до Книги рекордів Гіннеса 1998 року, «Happy Birthday to You» є найвпізнаванішою піснею англійською мовою.
Комбінація мелодії та слів у «Happy Birthday to You» вперше вийшло в друк 1912 року і, можливо, існувала навіть раніше. За офіційними даними музика до пісні «Happy Birthday to You» була написана сестрами Гілл (Патті та Мілдред) в 1893 році, коли вони були шкільними вчителями в Луїсвіллі. Первісно пісня називалася "Good Morning to All", але пізніше текст був змінений.
У вересні 2015 року, рішенням федерального суду Лос-Анджелеса пісня перейшла у суспільне надбання.